# Amy Tran
Amy Trần (sinh ngày mùng 2 tháng 10 năm 1980 tại Harrisburg, Pennsylvania) là 1 vận động viên hockey trên cỏ người Mỹ gốc Việt. Cô chơi trận đầu tiên cho đội tuyển quốc gia Hoa Kỳ khi đối đầu với México tại giải Pan American Cup. Amy được nhận vào Đại học Bắc Carolina và thi đấu cho đội tuyển hockey trên cỏ của trường. Tại Giải vô địch khúc côn cầu nữ thế giới 2006, Amy được bầu là thủ môn xuất sắc nhất giải.

## Những trận đấu quốc tế
- 2002 – Hoa Kỳ vs Ấn Độ Vòng loại World Cup, Cannock (Hạng nhất)
- 2003 – Champions Challenge, Catania (5th)
- 2003 – Pan American Games, Santo Domingo (2nd)
- 2004 – Pan American Cup, Bridgetown (2nd)
- 2004 – Olympic Qualifying Tournament, Auckland (6th)
- 2005 – Champions Challenge, Virginia Beach (5th)
- 2006 – World Cup Qualifier, Rome (4th)
- 2006 – World Cup, Madrid (6th)

Nguồn:  Lưu trữ ngày 18 tháng 12 năm 2012 tại Wayback Machine

## Liên kết khác
- USA Field Hockey